# 圣奥斯定堂 (弗罗茨瓦夫)
圣奥斯定堂（波兰语：Kościół św. Augustyna we Wrocławiu；德语：St. Augustinus (Breslau)）位于波兰西里西亚首府弗罗茨瓦夫苏德卡街（Ulica Sudecka）86-88号。该堂目前是一座罗马天主教堂区教堂，属于天主教弗罗茨瓦夫总教区。然而在1945年以前，这是一座路德宗教堂，名为圣约翰堂（德语：Johanniskirche），建于1907-1909年，砖砌，建筑师阿尔弗雷德·博特彻（Alfred Böttcher）和理查德·盖兹（Richard Gaze），历史主义风格，希腊十字平面，钟楼高78米，1945年被毁，1949年重建。
该堂目前的主保圣人是希波的奥斯定。然而在1946年以前，这位圣人是布雷斯劳（现弗罗茨瓦夫）另一座教堂的主保，那座教堂位于博雷克区（Borek）的克莱因堡大街（Kleinburgstraße），在1945年二战末期的布雷斯劳围城战期间， 苏联红军猛攻驻扎在那里的第三帝国军队，后者则为纳粹政权最后死守“布雷斯劳堡垒”。在激战中，那座教堂为战火彻底摧毁。

## 历史
这座教堂原名圣约翰堂，属于路德宗，以圣约翰为主保，是布雷斯劳建筑师阿尔弗雷德·博特彻和理查德·盖兹的作品，建于1909年，位于当时的霍亨索伦大街（Hohenzollernstraße）。在 1945 年 4 月，在第二次世界大战中的布雷斯劳围城战期间，该堂受到炮击，严重损坏，约有 45% 被摧毁。罗伯特·恩格斯（Robert Engels）在慕尼黑创作的花窗玻璃也被摧毁。当时，如此的损坏程度，被认为对于修复来说，仍然不算令人望而却步。战后，斯大林将西里西亚划分给波兰。从1945年夏天到1949年初，讲德语的人口被驱逐出西里西亚。1948年，新来到的波兰天主教嘉布遣会从福音派手中买下了这座教堂。重建一直持续到1949年秋天。同年9月4日，主教卡罗尔·米利克（Karol Milik）将教堂奉献给新的主保圣人希波的奥斯定。十年后，受损严重（约 80%）的司祭席重建完工。
自1977年8月4日起，该堂列入下西里西亚省建筑古迹登记册加以保护，编号A/2492/353/Wm。

## 建筑
该堂包含不同建筑风格的元素，呈现出历史主义风格的特征。其建筑为希腊十字平面：在中殿和耳堂的交汇处耸立着一座78米的三层塔楼：第一层和第二层各有四个小角塔，第三层为金字塔尖顶钟楼，外表覆盖铜瓦。教堂的外墙饰有雕刻精美的砂岩。新艺术运动风格的大门上方是一幅浮雕，描绘施洗约翰为基督施行洗礼，这是克里斯蒂安·贝伦斯 (Christian Behrens) 的学生理查德·希普克 (Richard Schipke) 的作品。大理石讲坛是布雷斯劳国家工艺美术学院的雕塑教授西奥多·冯·戈森（Theodor von Gosen）的作品。
教堂里有一幅来自利沃夫州戈多维齐亚的戈多维齐亚圣母像，于19 世纪从摩拉维亚带到利沃夫附近的戈多维齐亚，保存在18 世纪的洛可可式的诸圣堂（现为废墟），于1932年加冕。二战结束后，波兰人从波兰前东部领土中抢救出这幅圣像，将其带到弗罗茨瓦夫圣奥斯定堂安放。